# Gulella mystica
Gulella mystica (лат.) — вид брюхоногих моллюсков рода Gulella из семейства Streptaxidae (Streptaxoidea, Eupulmonata). Южная Африка (провинция Квазулу-Натал, Nkandla Forest Reserve). Раковина очень мелкая, длиной около 3 мм.

## Этимология
Видовое название G. mystica происходит от греческого mystikos (μυστικός): «загадка, таинственный»; со ссылкой на окрестности Нкандлы (Nkandla Forest Reserve), которые в зулусском фольклоре издавна считались таинственным регионом.

## Описание
Раковина высотой около 3 мм (3,2—3,3 мм, диаметр 1,7—1,8 мм), почти прозрачна в свежем виде, внутри видна желто-оранжевая окраска высушенных тканей животного. Раковина субцилиндрическая; скульптурирована осевыми ребрами, идущими от шва к шву, со спиральной микроскульптурой между ними; апертурный зубной ряд восьмичленный, включающий вдающуюся в отверстие пристеночную ламеллу с извилистым нижним краем с выемкой, низкий синулярный дентикул, крупный треугольный лабральный зуб с штифтоподобным зубцом на верхней границе, низкий, глубоко врезанный поперечный базальный зуб справа от центра, глубоко врезанный тригональный базальный зуб слева от центра и крупную врезанную ламеллу колумеллы, состоящую из вертикальной пластинки с двумя гребневидными зубцами, направленными косо вниз, в ее нижней половине; апертурная трубка воротникообразная за губой колумеллы, умбиликус очень маленький. Типовой материал обнаружен в высотных влажных лесах на высотах от 1000 до 1200 м в резервате Nkandla Forest Reserve (провинция Квазулу-Натал, Южно-Африканская Республика).